# Nuottasaaret
Nuottasaaret är ett par öar i sjön Maavesi och i kommunen Jorois i landskapet Södra Savolax, i den södra delen av Finland, 260 km nordost om huvudstaden Helsingfors. Den större öns area är 1,6 hektar med en största längd av 240 meter i sydöst-nordvästlig riktning.